# Берг, Фёдор Фёдорович
Граф (с 1856) Фёдор Фёдорович фон Берг (нем. Friedrich Wilhelm Rembert von Berg; 15 (26) мая 1794 — 6 (18) января 1874) — русский военный и государственный деятель, дипломат, географ, топограф. Генерал-фельдмаршал (1866). Принимал участие в войнах с Наполеоном (1812—1814), турками (1828—1829) и польскими повстанцами (1830). В 1854—1861 генерал-губернатор Финляндии. С 1863 года — последний наместник Царства Польского. С 1861 года — почётный президент Николаевской военной академии.

## Биография
Родился 15 (26) мая 1794 года в родовой усадьбе Шлосс-Загниц Лифляндской губернии. Он принадлежал к небогатому лифляндскому дворянскому роду фон Бергов. Его отец Фридрих Георг — двоюродный брат ревельского генерал-губернатора Г. М. Берга — состоял в чине статского советника.
Учился в в Дерптской гимназии. Затем, в 1810—1812 годах учился на филологическом факультете Дерптского университета.

### Отечественная война
После вступления французов в пределы России, 19-летний студент бросил занятия и добрался до Вильны; «здесь деньги у него все вышли, и с котомкой за плечами и сапогами на палке он, босой, дошёл до Ковны, где стоял отряд генерала Эссена».
Добровольца определили юнкером в Калужский пехотный полк, входивший в состав Рижского корпуса, оборонявшего северо-западные пределы Российской империи. Благодаря своему образованию Берг вскоре был прикомандирован к квартирмейстерской части.
Берг отличился не раз в строю и участвовал в нескольких сражениях. В бое при Даленкирхене, находясь в отряде генерал-лейтенанта Левиза, Берг выдвинулся, совершив смелый переход с войском вброд через Двину. Командированный с донесением об этом деле к императору Александру I, Берг лично от него получил чин поручика и в то же время был переведён в свиту императора.
При переходе русских войск через границу Берг находился в партизанских отрядах Теттенборна и Кутузова, действовавших в северной Пруссии, участвовал в занятии Кенигсберга и Берлина. При этом он выполнял также трудные дипломатические поручения: из Кенигсберга был послан на остров Гельголанд для закупки у англичан 10 000 ружей для города Гамбурга; затем был командирован в Копенгаген для переговоров о союзе. Берг принимал участие также в походах 1813 и 1814 годов, сражался под Лейпцигом и во время преследования Наполеона дошёл до Рейна.

### Гражданская служба
В 1814 году Берг был переведён в штаб и выполнял различные дипломатические поручения в Швейцарии, Италии и на Балканах. Через шесть лет временно покинул военную службу и в чине коллежского советника перешёл на гражданскую службу и служил при посольствах в Мюнхене, Риме и Неаполе; дослужился до чина действительного статского советника и получил придворное звание камергера.
Военно-статистическое описание Турции, составленное Бергом, обратило внимание императора России, и в 1822 году Берг получил ответственное задание. В то время Закаспийский край был ещё чрезвычайно мало обследован, среди туземного населения киргиз-кайсацкой степи появились многочисленные разбойные шайки, наносившие ущерб российской торговле в Азии; караванное сообщение со странами Востока было почти полностью прервано. Бергу было поручено собрать более подробные и точные сведения о Закаспийском крае и содействовать упорядочению дел в крае.

С этой целью Берг совершил две экспедиции в степь, в 1823 и 1825 годах. Экспедиции эти, помимо многих отдельных сведений экономического и географического характера, доставили довольно ценный научный материал: было составлено военно-топографическое описание пространства между Каспийским и Аральским морями (Устюрт) и от Астрахани до Гурьева, впервые было произведено барометрическое определение высоты Аральского моря. 

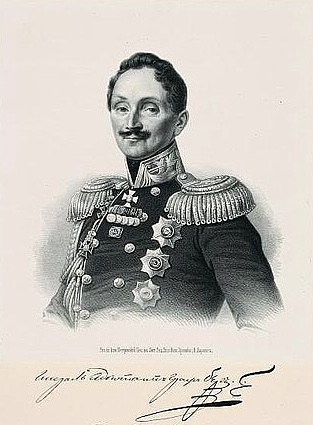
Генерал от инфантерии Фёдор Фёдорович Берг, 1858—1861 гг.

С 1826 года Берг служил в посольстве в Константинополе и продолжал там свои занятия по топографии.

### На службе у Николая I
После начала войны 1828—1829 годов Берг вернулся на военную службу и был назначен генерал-квартирмейстером второй армии. Благодаря своим знаниям Берг, содействовал переходу русских войск через Дунай у Сатунова, принимал участие в осаде Силистрии, вместе с Горчаковым вёл переговоры о сдаче этого города и участвовал во взятии Адрианополя. Топографические работы Берга не прерывались во время войны и в 1828—1829 годах — он произвёл съёмку Болгарии.
Узнав о вспыхнувшем в Польше в 1831 году Ноябрьском восстании, Берг попросил перевести его в действующую армию, где он отличился в сражениях при Нуре и Остроленке и взял штурмом часть варшавского предместья Воля. Кроме того он склонил к сдаче Варшавы польских военачальников Круковецкого и Малаховского.
В 1843 году Берг был произведён в чин генерала от инфантерии и назначен генерал-квартирмейстером Главного штаба, одновременно выполняя обязанности начальника Корпуса военных топографов. Главным штабом Берг управлял 20 лет.
Во время международных волнений 1848—1849 годов Берг был послан с дипломатическим поручением ко дворам Пруссии и Австрии относительно польских дел, а также ему пришлось играть роль посредника между русским главнокомандующим графом Паскевичем и австрийским генералом Гайнау. Во время этой поездки получил от австрийского императора титул графа.
Был председателем частного благотворительного общества, основавшего в 1844 году в Санкт-Петербурге Елизаветинскую клиническую больницу для детей.

### Управление Финляндией
В начале Крымской войны генерал Берг был назначен командующим войсками в Эстляндии, а потом в Финляндии. В первой он укрепил Ревель, что спасло его от английского адмирала Непира; во второй защитил Свеаборг от Дандаса. За эти заслуги Берг был возведён в графское достоинство Великого княжества Финляндского. Сохранял пост генерал-губернатора Финляндии до 1861 года.

### Управление Польшей
В мае 1863 года граф Берг был назначен исправляющим должность наместника Царства Польского. Отзывы об этом его правлении весьма разноречивы. Согласно свидетельству Н. Е. Врангеля 
«умный, умудренный опытом искусный политик, он был европейски образован, вежлив, как маркиз XVIII века, хитер, как старая травленая лиса; он ясно понимал, что для края нужно, стремился не только успокоить страну, но и помирить её с Россией. Но против него шла травля со стороны „истинно русских“ патриотов, <…> и старая лиса искусно лавировала, стараясь держать ею избранный курс, но не всегда следуя по нему. <…> Он был вежлив, тактичен, особенно с поляками, желая их привлечь к нам».
Берг прибыл в Царство Польское, когда уже разгоралось Январское восстание. Первые его мероприятия не отличались строгостью и были продолжением предыдущей политики.

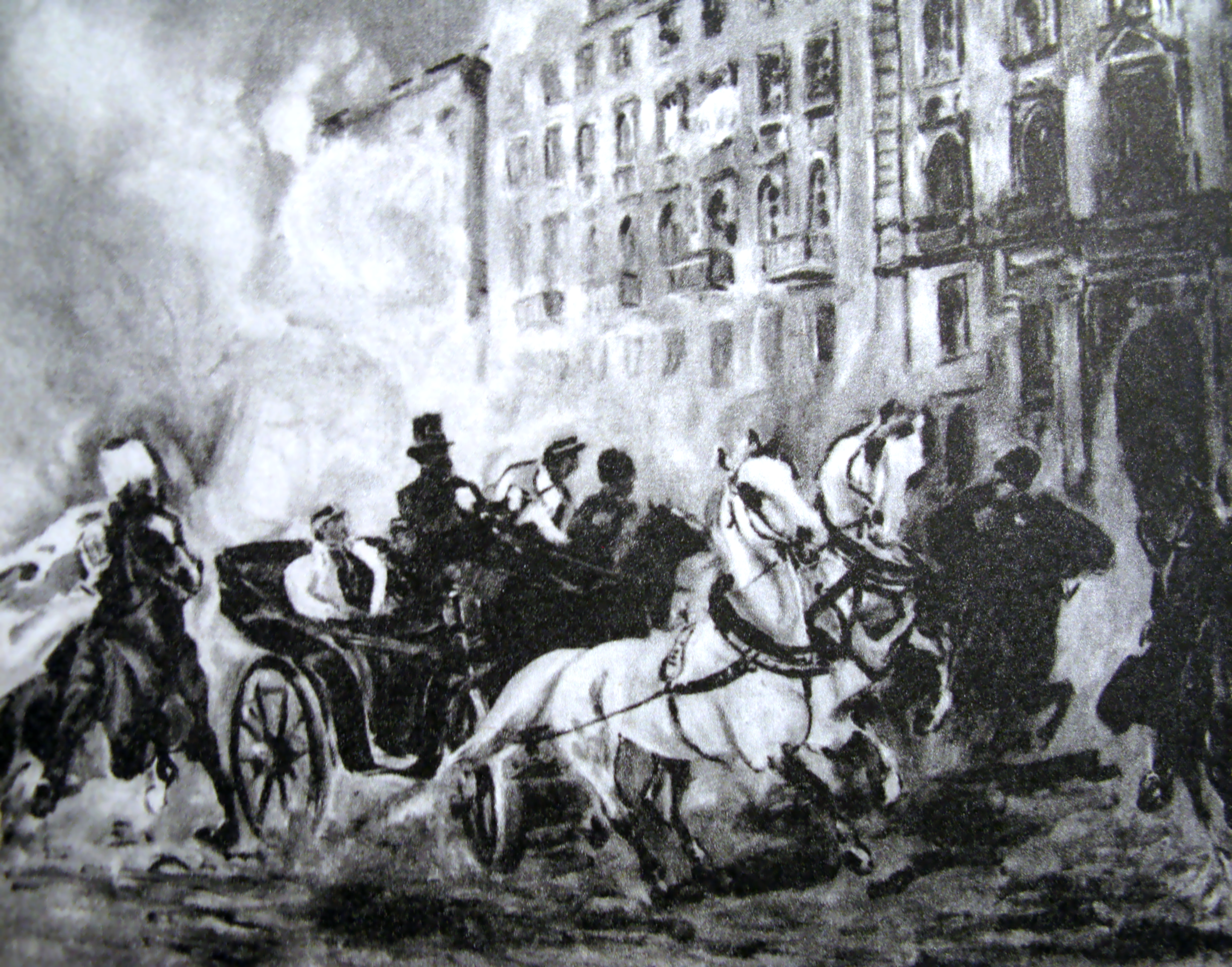
Покушение повстанцев на генерала Берга

Репрессивные меры были приняты после покушения на него 19 сентября (1 октября) 1863 года. В ответ был разорён дворец Замойских, из которого в него метали бомбу. Также было уничтожено фортепиано Шопена (русские солдаты скинули его из окна). Польский поэт Норвид написал об этом стихотворение «Рояль Шопена» (Fortepian Szopena).
Граф Берг был утверждён в должности наместника 19 октября 1863 года. В Царстве Польском было введено военное положение и строгий надзор над полицией и администрацией, жители были обложены контрибуцией. После подавления восстания Берг уделил внимание развитию промышленности и сети железных дорог, считая залогом длительного замирения поляков экономическое благополучие западного края.
В 1864 году было принято решение о создании комиссии, которая должна будет пересмотреть законы в Царстве Польском. Милютин предложил создать комиссию из русских юристов, тогда как Берг пытался ввести в неё польских юристов. Будучи под Царской протекцией и знати идее Милютина был отдан приоритет. Положение, занятое Бергом, когда он подвергался критике со стороны противоположных партий мнений по польскому вопросу, создавало неустойчивость его политики.
В 1866 году граф Фёдор Берг был назначен членом Государственного Совета, с оставлением в должности наместника Царства Польского и главнокомандующего войсками Варшавского военного округа. В 1873 году в Петербурге подписал военную конвенцию с Германией.
Умер в Санкт-Петербурге 6 января 1874 года. Похоронен в своем имении «Картенгоф» в Лифляндии.

## Вклад в географию и топографию
В 1820-е годы Ф. Ф. Берг составил военно-статистическое описание Турции. Руководил экспедициями в Среднюю Азию (1823, 1825), материалы которых были использованы при составлении карты. Производил также съёмку в Болгарии и Румынии (1828—29). За свои заслуги перед картографией в 1870 году избран почётным членом Русского географического общества, членом-учредителем которого он являлся.
Особенно важны заслуги Берга как главы Корпуса военных топографов в деле топографии и геодезии. По его предложению в 1848 году был образован «Комитет для улучшения способов ведения тригонометрических работ» (под его председательством) для улучшения тригонометрических работ. Этим комитетом было постановлено принять для вычисления сети карт способ Гаусса, а для топографических съёмок — Мюфлинга. Также 200-саженный масштаб был заменён верстовым, это ускорило работу по составлению трёхвёрстной карты России.
Берг также ходатайствовал о снятии секретности с государственных топографических карт, что и было сделано в 1857 году. Был сторонником использования межевых планов для картографических целей. При нём было начато использование фотографий в топографических работах, что было развито его преемником Ливеном. Помощником Берга и директором военно-топографического депо был П. А. Тучков (позднее генерал-губернатор Москвы).
Граф Берг оказывал постоянную поддержку военно-топографическому депо в организации при депо геодезического отделения, в завершении Русско-Скандинавского градусного измерения и градусных измерений по параллелям.

## Иконография
Существует один наиболее известный портрет фельдмаршала Берга, который многократно перерисовывался различными художниками в 1860-е годы, с изменениями второстепенных деталей. Портрет, встречающийся в интернете под названием «Фельдмаршал Берг в молодости кисти неизвестного художника» в действительности изображает другого русского фельдмаршала — И. Ф. Паскевича.

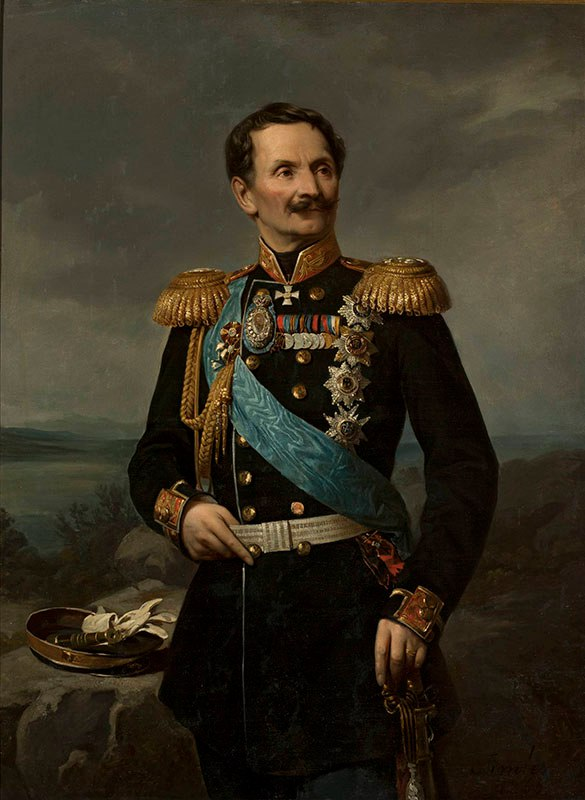
Портрет работы Яна Михаила Стржалецкого, 1867 г.
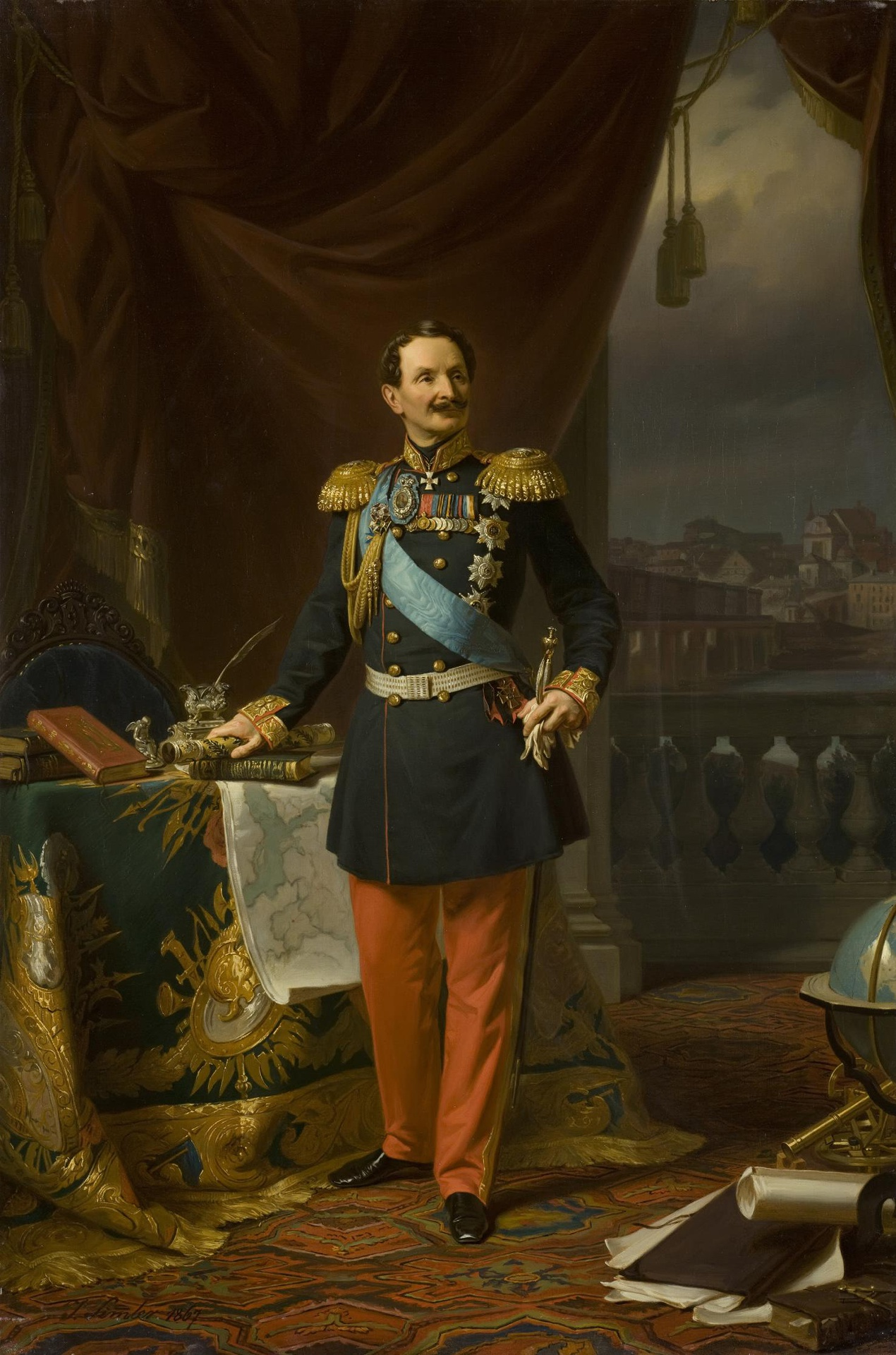
Портрет работы Йозефа Зимлера, 1867 г.
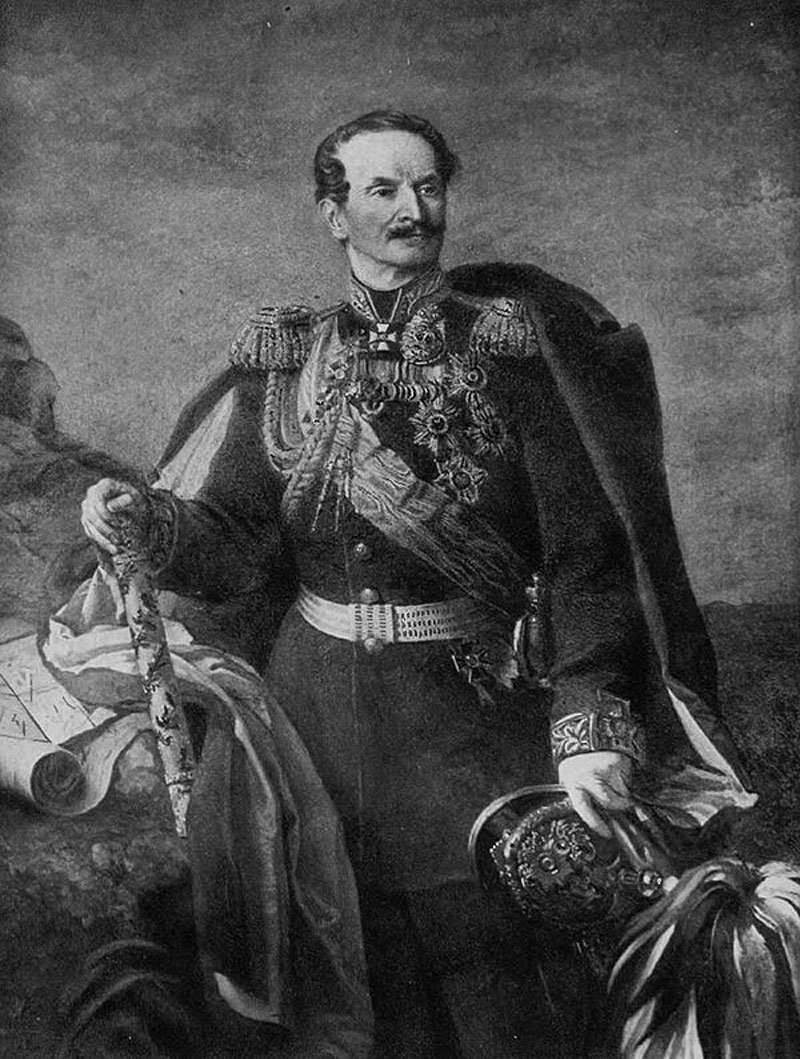
Портрет работы Егора Ботмана, 1860-е гг.
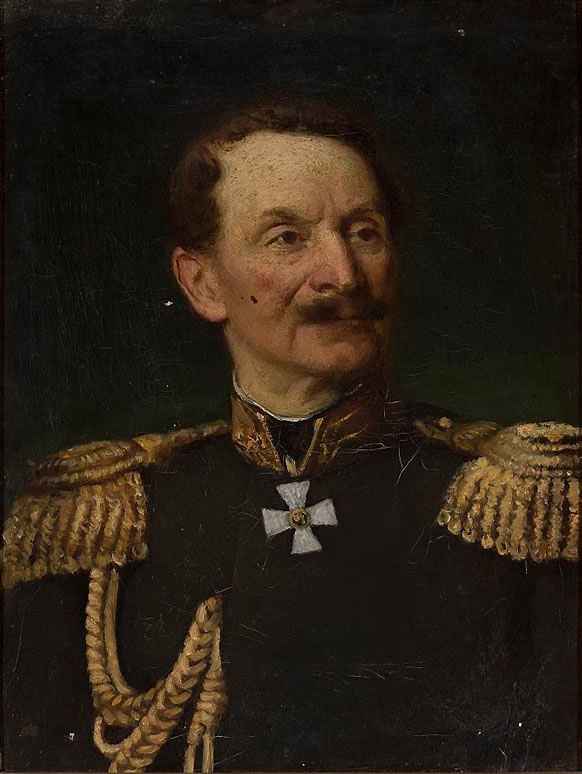
Портрет работы Леопольда Горовица, 1863-1874 гг.

## Семья
Граф Берг женился довольно поздно, в 1832 году в Триесте, на старшей его по возрасту ломбардской аристократке, графине Леопольдине Чиконья-Моццони (1786—1874), вдове графа Алессандро Аннони. Её сын от первого брака, граф Франческо Аннони, служил генералом в итальянской армии. При петербургском дворе Леопольдина Францевна получила звание кавалерственной дамы ордена св. Екатерины (малого креста) (19.02.1841) и пожалована в статс-дамы (07.06.1867). В. А. Докудовский в своем дневнике в 1867 году писал:

Графине Берг, по её словам 84 года, и она пользуется совершенным здоровьем: шьет по канве и не знает очков, читает душеспасительные книги и в своем затворничестве развлекается игрой на фортепиано. Она, как объявила одной даме, старше мужа шестью годами. Это древние мифологические Филемон и Бавкида!
 По словам современника, великая заслуга Берга состояла в том, что жена его решительно не вмешивалась ни в какие государственные дела. Будучи «ревностной католичкой, она ни о чём не хлопотала столь сильно, как об обращении своего супруга в лоно католичества, из-за чего между ними было много сцен», во время службы графа в Гельсингфорсе она сделала многое для возрождения в городе католической общины. На удивление окружающих печальную весть о кончине супруга в Петербурге графиня восприняла весьма хладнокровно, она сожалела только, что он не исполнил её заветную мечту и тем не спас свою душу. И находила утешение в том, что граф больше не будет ухаживать за женщинами, так как всегда его ревновала. Однако, силы стали её покидать и вскоре она умерла в своем доме в Варшаве. Поскольку детей в этом позднем браке не было, Фёдор Фёдорович усыновил трёх племянников, которым был передан графский титул и права на владение Загницем:
- Граф Фёдор Густавович Берг (1845—1938), камергер, специалист в области ботаники; женат на баронессе Марии Катарине Брунн.
- Граф Александр Густавович Берг (1847—1898), егермейстер; холост.
- Граф Георгий Густавович Берг (1849—1920), генерал-майор; женат на княгине Марии Михайловне Мещерской, младшей сестре светлейшей княгини Юрьевской, в браке родилось двое сыновей  Георгий (1883—1884) и Борис (1884—1956; пожалован в 1915 году Николаем II в камергеры).

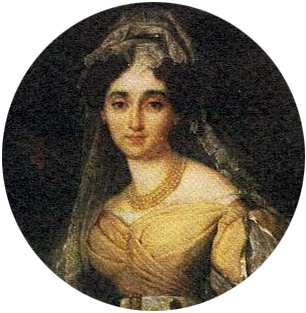
Портрет Леопольдины Францевны Чиконья-Моццони, начало XIX в.
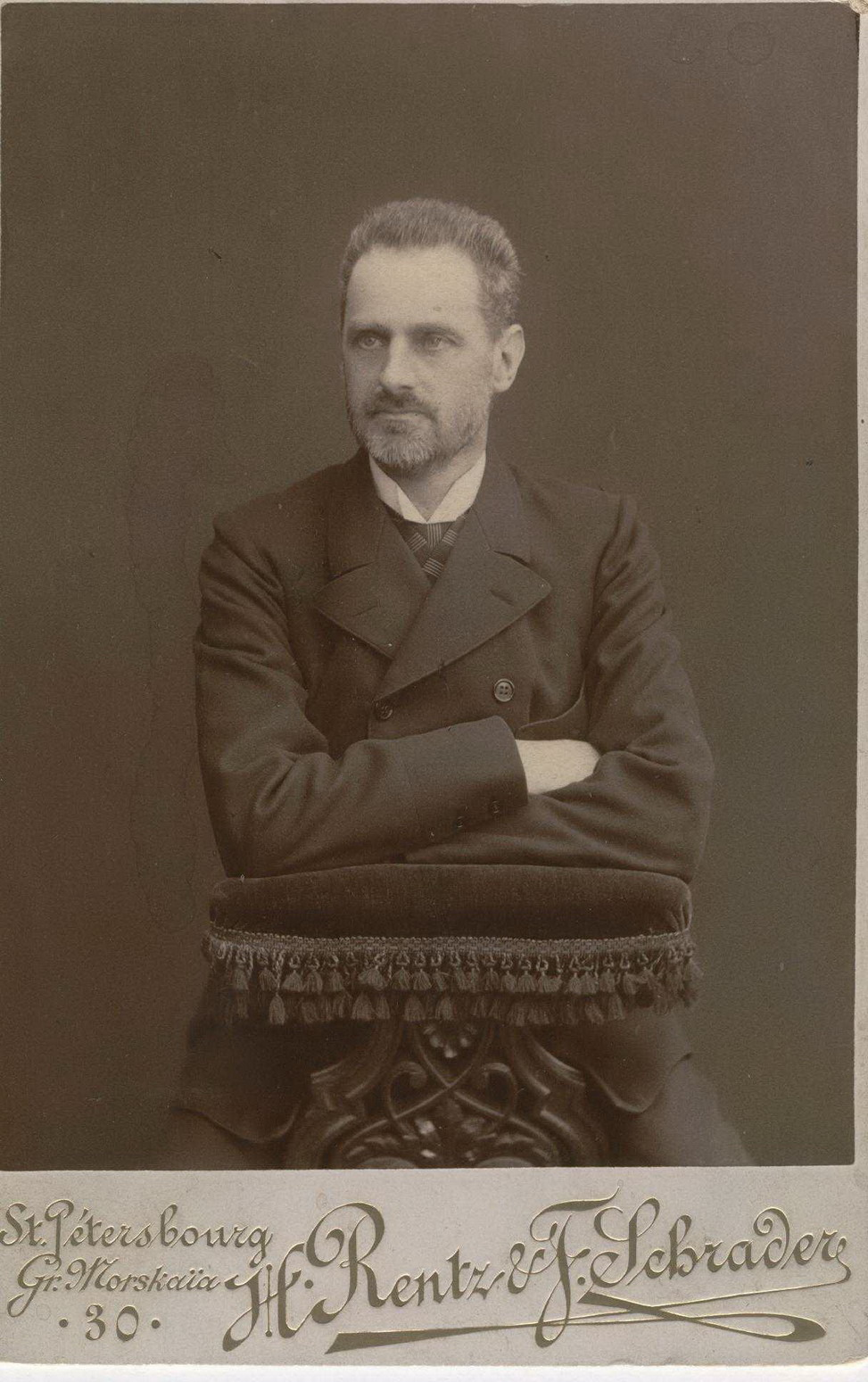
Фёдор Густавович фон Берг, фото 1900-е гг.
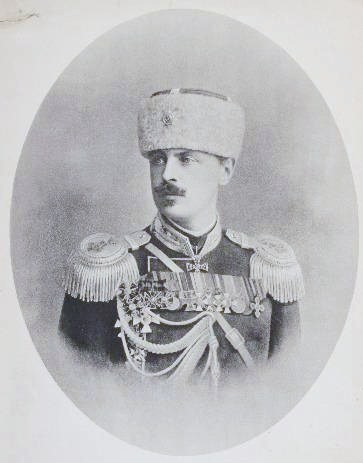
Георгий Густавович фон Берг, фото 1880 г.

## Чины и звания
- Прапорщик — 26 июля 1812 года
- Поручик — август 1812 года
- Штабс-капитан — 1814 года
- Коллежский советник — 1820 года
- Действительный статский советник — 1822 года
- Камергер Высочайшего Двора — 1822 год
- Генерал-майор Свиты Его Величества — 1 января 1828 года (старшинство — 23 августа 1826 года)
- Генерал-адъютант — 22 августа 1831 года
- Генерал-лейтенант — 5 сентября 1831 года
- Генерал от инфантерии — 10 октября 1843 года
- Генерал-фельдмаршал — 28 октября 1866 года
- Почётный президент Николаевской академии Генерального штаба
- Шеф 10-го пехотного Новоингерманландского полка (с 19 февраля 1868 года)
- Второй шеф лейб-гвардии Литовского полка (с 26 июля 1872 года)
- Второй шеф 12-го гренадерского Астраханского полка
- Третий шеф 13-го драгунского Военного ордена полка (с 26 ноября 1869 года)
- Шеф Прусского пехотного Бранденбургского № 52 полка

## Награды и отличия

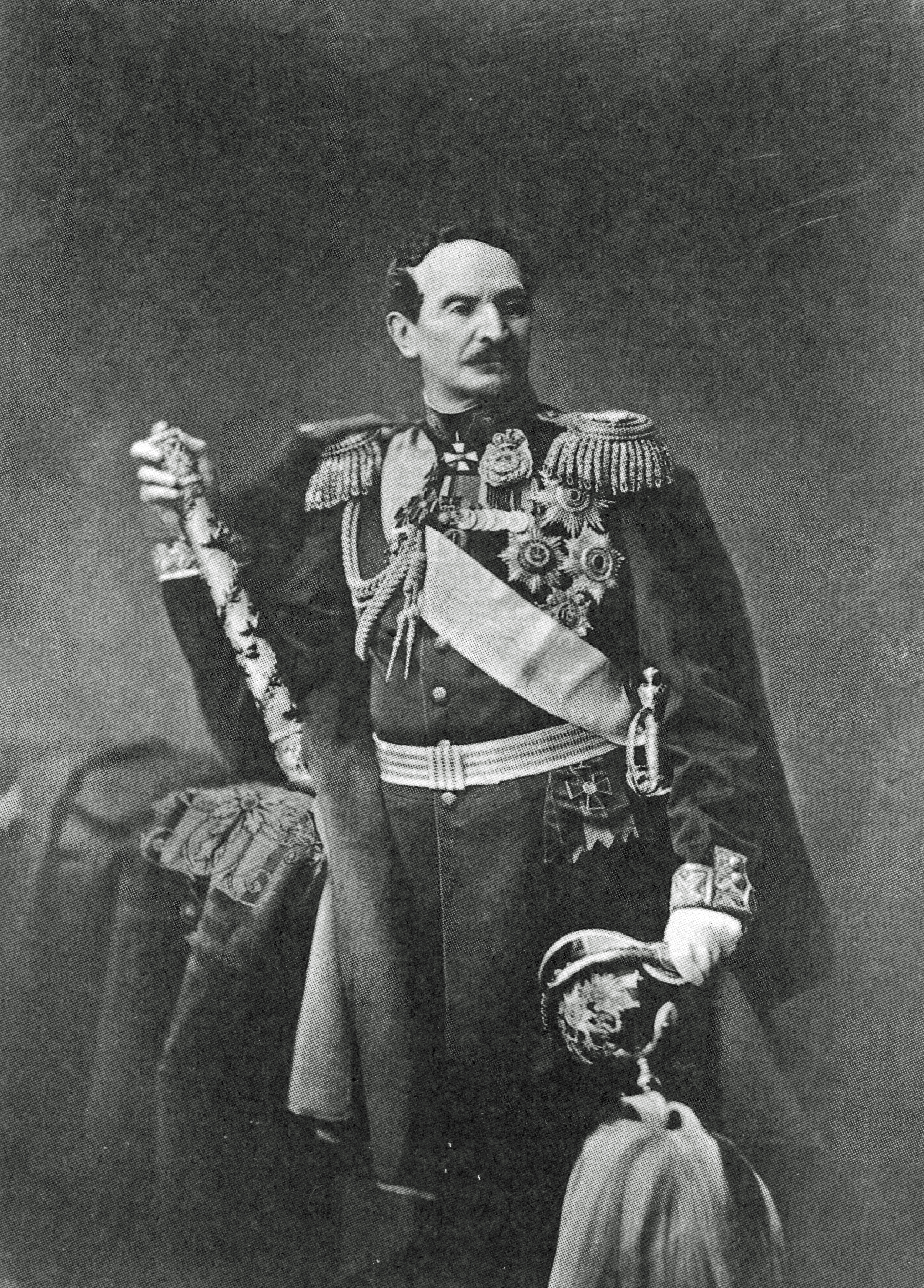
Генерал-фельдмаршал граф Берг

- Орден Святой Анны 3-й степени (1813)
- Орден Святого Владимира 4-й степени с бантом (1813)
- Золотая шпага с надписью «За храбрость» (1814)
- Орден Святой Анны 1-й степени (1828)
- Орден Святого Георгия 3-й степени (25 июня 1829 года)
- Орден Святого Владимира 2-й степени (1829)
- Императорская корона к Ордену Святой Анны 1-й степени (1831)
- Польский знак отличия «За военное достоинство» 2-й степени (1831)
- Орден Белого орла (1833)
- Орден Святого Александра Невского (1838)
- Табакерка с портретом Его Величества, украшенная бриллиантами (1839)
- Знак отличия «За XXV лет беспорочной службы» (1839)
- Алмазные знаки Ордена Святого Александра Невского (1845)
- Бриллиантовый перстень с портретом Его Величества (1847)
- Орден Святого Владимира 1-й степени (1848)
- Золотая шпага с алмазами и надписью «За поход в Венгрию в 1849 году» (1849)
- Орден Святого апостола Андрея Первозванного с мечами (07.08.1855)
- Знак отличия «За XL лет беспорочной службы» (1855)
- Графское Великого княжества Финляндского достоинство (26 августа 1856 года)
- Алмазные знаки Ордена Святого Андрея Первозванного с мечами (11.08.1861)
- Портрет императора Александра II, украшенный алмазами, для ношения в петлице (1864)
- Портрет императоров Николая I и Александра II, украшенный алмазами, для ношения в петлице на Андреевской ленте (1872)
- Фамилия Берга выгравирована на юбилейной медали «В память 50-летия Корпуса военных топографов» (1872).

иностранные:
- Орден «Pour le Mérite» (Пруссия, 1813)
- Орден Красного орла 1-й степени (Пруссия, 1835)
- Табакерка с портретом короля Пруссии Фридриха Вильгельма IV (1843)
- Орден Чёрного орла (Пруссия, 1845)
- Орден Нидерландского льва, большой крест (Нидерланды, 1849)
- Королевский венгерский орден Святого Стефана, большой крест (Австрия, 1849)
- Графское Австрийской империи достоинство (сентябрь 1849 года)
- Орден Серафимов (Швеция, 16.08.1859)
- Бриллиантовые знаки к Ордену Серафимов (Швеция, 17.08.1860)
- Золотая корона к Ордену «Pour le Mérite» (Пруссия, 1864)
- Бриллиантовые знаки к Ордену Чёрного орла (Пруссия, 1865)
- Орден Спасителя, большой крест (Греция, 1868)